# Henrik Didner
Nils Henrik Didner, född 19 mars 1958, är en svensk företagsekonom och fondförvaltare.
Didner är filosofie doktor i företagsekonomi men blev känd genom Didner & Gerge Aktiefond. Därtill är han ordförande för Alumniföreningen vid Företagsekonomiska institutionen vid Uppsala universitet.